# Kevin Mallon
Kevin Mallon est un chef d'orchestre et violoniste irlandais, fondateur  des ensembles canadiens de musique baroque et classique Aradia et Toronto Camerata, rebaptisé Toronto Chamber Orchestra.

## Biographie

### Jeunesse et formation
Kevin Mallon naît à Elizabeth dans le New Jersey aux États-Unis mais sa famille déménage très tôt à Belfast en Irlande du Nord, où il fréquente le collège St. Malachy.
Mallon fréquente ensuite l'école de musique de Chetham de Manchester au Royaume-Uni, où il étudie la direction d'orchestre avec le chef d'orchestre et spécialiste de la musique ancienne John Eliot Gardiner, qui l'influence fortement   et lui insuffle un intérêt pour l'interprétation sur instruments d'époque,,,,,.
Il étudie ensuite la composition avec Peter Maxwell Davies au Dartington College of Arts et le violon baroque au Royal Northern College of Music,,,,.

### Carrière
Durant les années suivantes, Kevin Mallon est très actif en Irlande où il dirige l'Irish Baroque Orchestra, l'Ulster Orchestra, le Castleward Opera, le National Chamber Choir et le Harty Ensemble à Belfast, et il devient par ailleurs maître de concert du Concert Spirituel et des Arts Florissants à Paris,,,,.
En 1993, Mallon s'installe au Canada pour occuper des postes au sein du Tafelmusik Baroque Orchestra et de l'Université de Toronto,,,,,.
Mallon quitte ensuite ces deux postes pour se consacrer à sa carrière de chef d'orchestre,, et, en 1996, il fonde l'Aradia Ensemble à Toronto, un groupe qui joue sur instruments anciens et avec lequel il enregistre exclusivement pour le label Naxos, de 1996 à 2011,,,,,.
De 2001 à 2005, Kevin Mallon dirige à Toronto un autre ensemble sur instruments anciens qui porte le nom de Toronto Camerata avant de reprendre en 2006 le nom de Toronto Chamber Orchestra,,. Ces deux ensembles, qui ont un contrat d'enregistrement exclusif avec Naxos, jouent sur instruments anciens et regroupent des musiciens de l'Orchestre symphonique de Toronto, du Canadian Opera Orchestra, du Canadian Ballet Orchestra, de l'ensemble Tafelmusik et de l'Aradia Ensemble,.
De 2004 à 2008, en Irlande, Mallon est directeur artistique d'Opera 2005, créé pour célébrer le titre de capitale européenne de la culture attribué cette année-là à la ville de Cork : avec cette compagnie, il dirige de nombreux opéras et est nommé trois fois pour l'Irish Times Theatre Award,,,.
Kevin Mallon accumule ensuite les nominations : directeur musical du Thirteen Strings Chamber Orchestra d'Ottawa en 2010, chef d'orchestre du Centre d'études opératiques d'Italie en 2010, chef d'orchestre de l'Orchestre de chambre West Side de New York en 2011, et directeur artistique par intérim de Opera Lyra à Ottawa en 2014-2015,,,.
Mallon est également compositeur : il a écrit ainsi la musique de la série télévisée Camelot,,,.

## Distinctions
- 2005 : Editor's Choice Award du magazine Gramophone pour l'enregistrement des symphonies de William Boyce avec l'Aradia Ensemble[7],[1] ;
- 2006 : Editor's Choice Award du magazine Gramophone pour l'enregistrement de Water Music et Music for the Royal Fireworks de Georg Friedrich Haendel avec l'Aradia Ensemble[7],[1] ;
- 2009 : nomination pour le Prix Juno, pour le disque de symphonies de Haydn enregistré avec le Toronto Chamber Orchestra en 2008[1],[2].

## Accueil critique
Le deuxième CD de l'Aradia Ensemble, Ballet Music for the Sun King, sorti au printemps 1998, a été choisi comme disque du mois par le magazine britannique Classic FM.
Son enregistrement des symphonies de William Boyce avec l'Aradia Ensemble est recensé dans l'ouvrage 1001 Classical Recordings You Must Hear Before You Die (1001 enregistrements classiques que vous devez écouter avant votre mort) compilé par Matthew Rye, un ouvrage qui recommande par ailleurs trois autres enregistrements de l'Aradia Ensemble : The Tempest de Henry Purcell ainsi que le Gloria et le Stabat Mater d'Antonio Vivaldi.

## Discographie
Tous les enregistrements de Kevin Mallon (sauf un) ont été publiés par le label Naxos, avec lequel Kevin Mallon a un contrat d'enregistrement exclusif,,,,,,.

### Avec l'Aradia Ensemble
- 1996 : Christmas Cantata et Sinfonias Nos. 5 & 6 d'Antonio Caldara
- 1998 : Ballet Music For The Sun King de Jean-Baptiste Lully
- 1999 : Noels And Christmas Motets, Vol. 1 de Marc-Antoine Charpentier
- 2000 : Christmas Cantatas de Jean-Sébastien Bach
- 2000 : The Tempest Or The Enchanted Island de Henry Purcell
- 2001 : Missa Pastoralis In G Major, Missa Solemnis In C Major de Jean-Baptiste Vanhal
- 2002 : Concerti Armonici d'Unico Wilhelm van Wassenaer
- 2002 : Noels And Christmas Motets, Vol. 2 H.416, H.420 de Marc-Antoine Charpentier
- 2003 : Messe De Minuit Pour Noël H.9, Te Deum H.146, Dixit Dominus H.204 de Marc-Antoine Charpentier
- 2004 : Dixit Dominus RV 595, Gloria RV 588 et Nulla In Mundo Pax Sincera d'Antonio Vivaldi
- 2004 : Sacred Cantatas, Jubilate Domino et Sicut Moses de Dietrich Buxtehude
- 2004 : Castor et Pollux de Jean-Philippe Rameau
- 2005 : Eight Symphonies Op. 2 de William Boyce
- 2005 : Six Symphonies de Giovanni Battista Sammartini
- 2006 : Water Music et Music For The Royal Fireworks de Georg Friedrich Haendel
- 2006 : Laudate Pueri Dominum RV 600, Stabat Mater RV 621 et Canta In Prato RV 623 d'Antonio Vivaldi
- 2008 : Theatre Music de Henry Purcell
- 2010 : Polly de Samuel Arnold
- 2011 : Concerti Grossi op. 6 de Georg Friedrich Haendel (enregistré en 2011[17], publié en 2013)

### Avec Toronto Camerata
- 2001 : Four Seasons, Violin Concerti d'Antonio Vivaldi, avec Siqing Lu (violon)
- 2002 : Complete Flute Concertos de Carl Philipp Emanuel Bach, avec Patrick Gallois (flûte)
- 2004 : Symphonies de Karl von Ordonez
- 2004 : Violin Concertos de Joseph Boulogne, Chevalier de Saint-Georges (sic), avec Qian Zhou (violon)
- 2005 : Symphonies, Vol. 3 de Johann Baptist Vanhal

### Avec le Toronto Chamber Orchestra
- 2006 : Overtures, Op. 8, Incidental Music To Macbeth de Samuel Arnold
- 2007 : Symphonies (Calliope, Melpomene, Clio, Diana) de Wenzel Pichl
- 2007 : Bacchanale, Music For Trumpet & Bassoon, œuvres de Paul Hindemith, Mathieu Lussier, Vincent Persichetti et Dmitri Chostakovitch, avec Guy Few (trompette) et Nadina Mackie-Jackson (basson), publié par le label MSR Classics
- 2007 : Overtures - 2 de Domenico Cimarosa
- 2008 : Symphonies, Vol. 4 de Johann Baptist Vanhal
- 2008 : Oboe d'amore Concertos de Bach et Telemann, avec Thomas Stacy (hautbois d'amour)
- 2008 : Toy Symphony, New Lambach and other Symphonies de Leopold Mozart
- 2008 : Symphonies, Vol. 34 (symphonies Nos. 62, 107 and 108) de Joseph Haydn
- 2010 : Symphonies Op. 3, Nos. 1-4 de Franz Ignaz Beck

### Avec le West Side Chamber Orchestra
- 2013 : Harpsichord Concertos de John Rutter, Philip Glass et Jean Françaix, avec Christopher D. Lewis au clavecin

### Avec le Thirteen Strings Chamber Orchestra
- 2015 : Symphonies Op. 2 de Franz Ignaz Beck
- 2022 : Sinfonia Antiqua - One Sail - Forgotten Dreams - Upper Canada Fiddle Suite de John Burge